# Is This It
Az Is This It a The Strokes debütáló nagylemeze, amely 2001. július 30-án jelent meg. A brit albumlistán a 2. helyen debütált, a Billboard 200-on pedig a 33. helyig jutott, néhány országban platina minősítést kapott. Három kislemez jelent meg mellé: Hard to Explain, Last Nite és Someday.
Az eredeti albumborítót a szexuális utalása miatt az amerikai kiadáson lecserélték. Az amerikai kiadáson a számlista is megváltozott némiképp, tekintettel a 2001. szeptember 11-ei terrortámadásokra.
A lemez több összeállításba bekerült, több kiadvány nevezte az évtized legjobb albumának. Szerepel az 1001 lemez, amit hallanod kell, mielőtt meghalsz című könyvben.

## Az album dalai
|     | Cím                 | Szerző(k)          | Hossz |
| --- | ------------------- | ------------------ | ----- |
| 1.  | Is This It          | Julian Casablancas | 2:35  |
| 2.  | The Modern Age      | Casablancas        | 3:32  |
| 3.  | Soma                | Casablancas        | 2:38  |
| 4.  | Barely Legal        | Casablancas        | 4:38  |
| 5.  | Someday             | Casablancas        | 3:07  |
| 6.  | Alone, Together     | Casablancas        | 3:12  |
| 7.  | Last Nite           | Casablancas        | 3:18  |
| 8.  | Hard to Explain     | Casablancas        | 3:48  |
| 9.  | New York City Cops  | Casablancas        | 3:36  |
| 10. | Trying Your Luck    | Casablancas        | 3:28  |
| 11. | Take It or Leave It | Casablancas        | 3:16  |

Az amerikai kiadáson a New York City Cops helyett a When It Started (2:57) szerepel.

## Közreműködtek

### The Strokes
- Julian Casablancas – ének
- Nikolai Fraiture – basszusgitár
- Albert Hammond, Jr. – gitár
- Fabrizio Moretti – dob
- Nick Valensi – gitár

### Produkció
- JP Bowersock – konzultáns
- Greg Calbi – mastering
- Gordon Raphael – producer, keverés

### Dizájn
- Colin Lane – fényképek, borító (az amerikai és kanadai kiadás kivételével)
- Európai Nukleáris Kutatási Szervezet – borító (amerikai és kanadai kiadás)

## Fordítás
Ez a szócikk részben vagy egészben az Is This It című angol Wikipédia-szócikk ezen változatának fordításán alapul.  Az eredeti cikk szerkesztőit annak laptörténete sorolja fel. Ez a jelzés csupán a megfogalmazás eredetét és a szerzői jogokat jelzi, nem szolgál a cikkben szereplő információk forrásmegjelöléseként.